# Lancaster County (Virginia)
Lancaster County ist ein County im Bundesstaat Virginia der Vereinigten Staaten. Bei der Volkszählung im Jahr 2020 hatte das County 10.919 Einwohner und eine Bevölkerungsdichte von 31,6 Einwohner pro Quadratkilometer. Der Verwaltungssitz (County Seat) ist Lancaster.

## Geographie
Lancaster County liegt im Osten von Virginia und hat eine Fläche von 599 Quadratkilometern, wovon 254 Quadratkilometer Wasserfläche sind. Es grenzt im Uhrzeigersinn an folgende Countys: Middlesex County, Richmond County und Northumberland County.

## Geschichte
Gebildet wurde es 1651 aus Teilen des Northumberland County und des York County. Das County ist der Geburtsort von Mary Ball Washington, der zweiten Frau von Augustine Washington und Mutter von George Washington.

## Demografische Daten

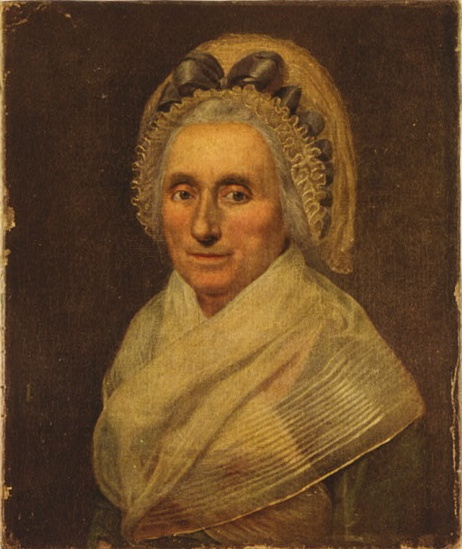
Porträt von Mary Ball Washington, von Robert Edge Pine, 1786

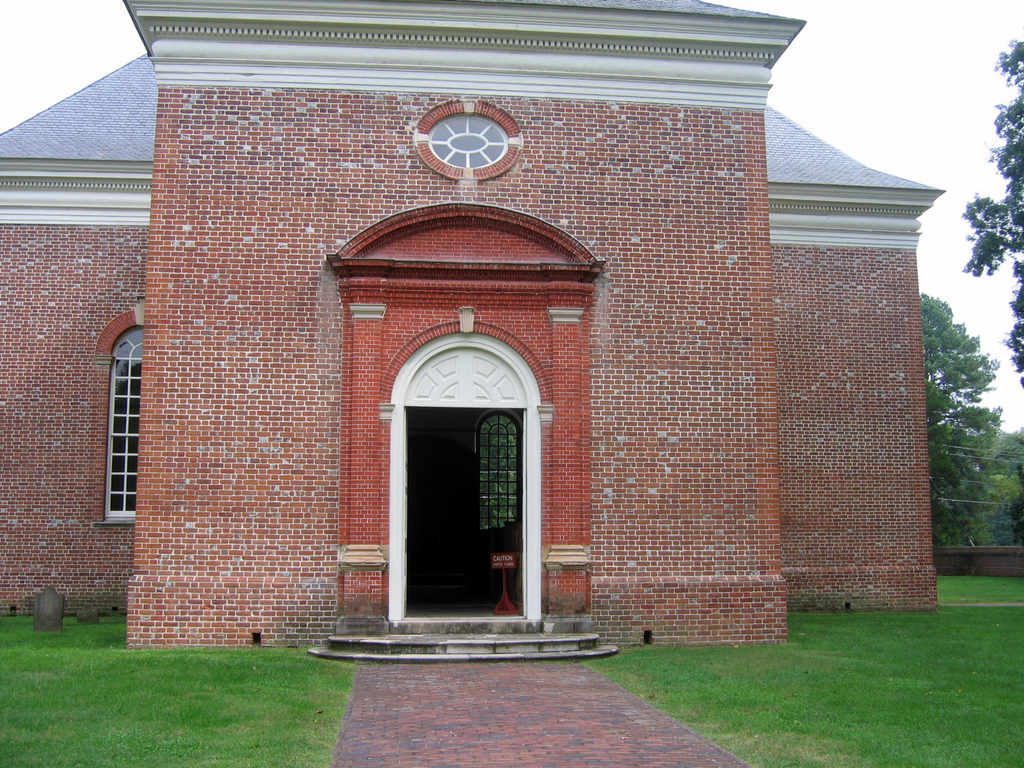
Die historische Christ Church im Lancaster County

Alterspyramide des Lancaster County

Nach der Volkszählung im Jahr 2000 lebten im Lancaster County 11.567 Menschen in 5.004 Haushalten und 3.412 Familien. Die Bevölkerungsdichte betrug 34 Einwohner pro Quadratkilometer. Ethnisch betrachtet setzte sich die Bevölkerung zusammen aus 69,95 Prozent Weißen, 28,88 Prozent Afroamerikanern, 0,14 Prozent amerikanischen Ureinwohnern, 0,34 Prozent Asiaten, 0,06 Prozent Bewohnern aus dem pazifischen Inselraum und 0,10 Prozent aus anderen ethnischen Gruppen; 0,54 Prozent stammten von zwei oder mehr Ethnien ab. 0,61 Prozent der Bevölkerung waren spanischer oder lateinamerikanischer Abstammung.
Von den 5.004 Haushalten hatten 21,2 Prozent Kinder und Jugendliche unter 18 Jahre, die bei ihnen lebten. 54,7 Prozent waren verheiratete, zusammenlebende Paare, 11,1 Prozent waren allein erziehende Mütter, 31,8 Prozent waren keine Familien, 28,7 Prozent waren Singlehaushalte und in 16,8 Prozent lebten Menschen im Alter von 65 Jahren oder darüber. Die Durchschnittshaushaltsgröße betrug 2,23 und die durchschnittliche Familiengröße lag bei 2,71 Personen.
Auf das gesamte County bezogen setzte sich die Bevölkerung zusammen aus 19,0 Prozent Einwohnern unter 18 Jahren, 5,0 Prozent zwischen 18 und 24 Jahren, 19,6 Prozent zwischen 25 und 44 Jahren, 28,0 Prozent zwischen 45 und 64 Jahren und 28,5 Prozent waren 65 Jahre alt oder darüber. Das Durchschnittsalter betrug 50 Jahre. Auf 100 weibliche Personen kamen 86,8 männliche Personen. Auf 100 Frauen im Alter von 18 Jahren oder darüber kamen statistisch 81,5 Männer.

Das jährliche Durchschnittseinkommen eines Haushalts betrug 33.239 USD, das Durchschnittseinkommen der Familien betrug 42.957 USD. Männer hatten ein Durchschnittseinkommen von 30.592 USD, Frauen 23.039 USD. Das Prokopfeinkommen betrug 24.663 USD. 9,9 Prozent der Familien und 12,5 Prozent der Bevölkerung lebten unterhalb der Armutsgrenze. Davon waren 18,0 Prozent Kinder oder Jugendliche unter 18 Jahre und 11,2 Prozent waren Menschen über 65 Jahre.